# Charlotte Rørth
Charlotte Rørth född 1962 är en dansk journalist och författare.
Rørth är utbildad journalist och har under många år arbetat på Nordjyska Medier (sedan 2021 Det Nordjyske Mediehus(da)) och skrivit om kultur, kön, tendenser i samhället och tro.
Under en reportageresa 2008 besökte hon ett kapell i Úbeda i södra Spanien och fick där en stark andlig upplevelse av lycka och gudsnärvaro. Upplevelsen kom att påverka hennes liv och ledde bland annat till att hon år 2015 gav ut boken Jeg Mødte Jesus. Boken låg på danska bästsäljarlistan i över två år och väckte stor uppmärksamhet. I boken beskriver hon bland annat händelsen 2008 i det spanska kapellet mer utförligt, och skildrar sin väg från "kulturkristen" till att bli helt övertygad om Jesu existens.
Efter att hon gav ut sin bok fick hon närmare tusen meddelanden från människor som upplevt liknande saker. Några av dessa berättelser har hon samlat i uppföljaren Vi mødte Jesus som gavs ut 2017. År 2022 gav hon ut boken Allt jag inte vill tiga om där hon tar upp mörkare sidor av livet, bland annat hur hon som ung våldtogs av sin ex-pojkvän, samt hennes sons självmord 2014.
Rørth är (2023) krönikör i tidningen Sändaren.